# 계동궁
계동궁(桂洞宮)은 장조의 2남 은신군(恩信君)의 사손(嗣孫)이자 종실 완림군 이재원(完林君 李載元)의 궁이며, 사손(嗣孫)들의 사저이다. 한성 북부(北部) 관광방(觀光坊) 계동(桂洞)에 있었기 때문에 계동궁이라 불렀으며, 현 주소는 서울시 종로구 계동 147번지이다. 즉, 경우궁 남쪽에 있었다.
은신군과 그 아들인 양자 남연군(南延君)의 사당이 있었으므로 그 후손인 고종 임금이 의례를 위해 자주 찾았던 공간이다. 또 1884년(고종 21년) 12월 5일, 갑신정변(甲申政變) 이튿날에 고종이 경우궁으로 떠나 잠시 피신했던 궁이기도 하다. 계동궁에는 완림군 이재원, 이기용(이재원의 아들), 이형길(의친왕의 7남으로 이기용의 양자)이 3대에 걸쳐 살았으며, 계동궁은 1960년대 철거되었고 현재는 계동궁 자리에 현대사옥이 자리잡고 있다.

## 계동궁 역대주인
- 완림군 이재원(完林君 李載元, 1831년 ~ 1891년)
- 이기용(李埼鎔, 1889년 - ?년)